# Сардинско кралство (1324 – 1720)
Сардинското кралство (на италиански: Regno di Sardegna) официално се ражда в Рим като Кралство Сардиния и Корсика (на латински: Regnum Sardiniae et Corsicae). На 4 април 1297 г. в древната базилика „Сан Пиетро ин Ватикано“ папа Бонифаций VIII, за да разреши спора между Анжуйците и Арагонците за Сицилианското кралство (което предизвиква народните брожения, влезли в историята като Сицилианска вечерня), чрез булата Ad honorem Dei omnipotenti Patris дава на краля на Арагон Хайме II Арагонски ius invadendi (право за инвазия) на Сардиния и Корсика.
Новото кралство е законово и териториално реализирано от Арагонците на 19 юни 1324 г., но обхваща единствено Сардиния, тъй като те не успяват да отнемат Корсика от генуезците въпреки многото им опити.
През 15 век се използва деноминацията Кралство Сардиния (на латински: Regnum Sardiniae) и монетите, сечени от създаването на кралството, се отнасят само към Сардиния.
Столицата му е град Каляри, където резидира вицекралят, заседават Кортес – парламентът и Реале Удиенца – върховната магистратура. Кралете никога не пребивават на острова: по време на иберийските династии предпочитаните места са Барселона, Валядолид, Ескориал и Мадрид.

## Сардинска държава
Сардинското кралство е истинска държава с добре дефинирана територия, с народ и правен ред, включена в конфедерация, оглавявана от суверен, чиито действия, в зависимост от ситуациите, носят една, няколко или всички титли, на които самият суверен е носител. Първоначално е част от пъстрия сбор от държави, които формират Арагонската корона, а от 1479 г. нататък – Испанската корона.
То получава пълен контрол над остров Сардиния едва през 1420 г., когато Арагонците, окончателно победили Юдикат Арбореа, който капитулира последен, завладяват териториите.

## Обединение на кралството
През 13 век, по времето на Педро III Арагонски, Арагонската корона се насочва към дръзка политическа и търговска експанзия в цялата средиземноморска област, в явна конкуренция с флотите на Пиза, Генуа и Венеция, с които се състезава за господството над богатите ориенталски пазари. Благодарение на морския път, наречен ruta de las islas, през Балеарските острови, Сардиния, Сицилия, Гърция и Кипър, и посредством търговски центрове по тези междинни етапи, каталонците успяват да намалят наполовина времето за пътуване на корабите с големи икономии на разходи по маршрута от Барселона до Бейрут. Сардиния, поради стратегическото си положение, е незаменима база за този смел проект, тъй като нейните пристанища са идеално пристанище за корабите по тези маршрути. Откакто Хайме II Арагонски получава короната на Кралство Сардиния и Корсика, той се оказва в положението, в което не е в състояние икономически да подкрепя скъпото военно завоевание и му се налага да призове на помощ поданиците си, островът представлява за каталоно-арагонците земя, обещаваща лесно забогатяване.
Отговаряйки положително на своя суверен, те лично допринасят за финансирането на военни експедиции, водени от сигурността за солидна награда. След завоеванието всъщност кралят щедро възнаграждава допринеслите за успеха, раздавайки служби, земи и привилегии. Завладяването на кралството, както обикновено в онези времена, следователно е истинска военна операция и се случва едва през 1324 г., отнемайки териториите на Галура и Каляри от пизанците. През тази година близо до съвременния град Каляри се ражда първото териториално ядро на Кралство Сардиния. Всъщност двата острова вече са твърдо съгласувани политически, но в пълно пренебрежение към тяхната автономия папата дава на краля на Арагон пълната licentia invadendi, тоест разрешението да ги окупира военно, за да даде живот на Кралство Сардиния и Корсика. Юдикати Каляри, Арбореа, Торес и Галура са суверенни, всеки от които superiorem non recognoscens, образуван в резултат на изолацията, към която островът е принуден след ислямската експанзия в Средиземно море между 8 и 9 век и последвалото оттегляне от византийците. След арабското завладяване на Сицилия територията на Сардиния вече е разделена на няколко автономни единици по стъпките на византийското административно подразделение. Скоро тези административни единици се оформят в четири независими кралства и съответните им територии съответстват на тези на четирите lociservatores, завещани от византийската администрация. Следователно историческият произход на средновековните кралства на Сардиния е в еволюцията на древните византийски области в автономни суверенни единици. Морските републики Пиза и Генуа вече са помогнали на сардинците да се освободят от берберските набези, но помощта, която им оказват, води до все по-голяма намеса, докато не я окупират военно и не разделят три от четирите кралства, останали до момента независими: Юдикат Каляри, Юдикат Галура и Юдикат Торес. От друга страна обширни територии по цялото източно крайбрежие, от Каляри до Галура, представляват отвъдморските територии на Комуна Пиза, а владенията на богатите семейства Дория, Маласпина и Доноратико в северозападната част са огромни. Корсика от 1299 г. принадлежи постоянно на Генуезката република и въпреки различните опити за нахлуване никога не е завладяна. Ето основните събития, довели до обединението на Кралство Сардиния:

### Арборейско кралство и националистически войни на Мариан IV
Арборейското кралство е това, което оказва ожесточена съпротива, и същото толкова ожесточени са  войните, които кралете водят, за да обединят острова. Кралство Сардиния няколко пъти е на ръба окончателно да се предаде и да изчезне. За дълги периоди то е сведено единствено до укрепените градове Кастел ди Кастро и Алгеро, докато цялата останала територия на острова е в ръцете на арборейците. Парадокс е, че нахлуването в Сардиния е възможно благодарение на военния принос, даден от сардинците от Арбореа за изграждането на първото предмостие на острова от името на кралствата. В резултат на погрешно политическо изчисление Уго II де Бас Сера всъщност се съюзява с Хайме II Арагонски с точния план да стане негов наместник в териториите, завладени от Комуна Пиза. Въпреки че вече е законен суверен на своето кралство, той се стреми да управлява пряко и непряко цяла Сардиния и Корсика. След кървавата битка при Лукочистерна на 29 февруари 1324 г. арборейските войски си сътрудничат при превземането на Кастел ди Кастро. В договора за капитулация, подписанa като победител и от Уго II , пизанците се отказват от владенията си в района на Каляри и в Галура, запазвайки град Каляри като феод, след което той е окончателно загубен на следващата година след поражението на флотата на Пиза във водите на залива на Каляри.
Годините, последвали десанта на острова, са много трудни за кралството. През 1347 г., с възкачването на трона на Мариан IV, син на Уго II, започва дълъг период на войни, придружени от чумни епидемии. Интелигентен и културен, отначало съюзник на кралствата, Мариан IV скоро разбира, че островът е твърде тесен за две суверенни държави. Войната е обявена от Корона де Логу (институцията, която притежава юдиката) през септември 1353 г. Неговата армия нахлува в района на Каляри, пленява в сблъсък Герардо дела Герардеска , командващ каталоно-арагонците, и обсажда Кастел ди Кастро. В северната част на острова неговите войски, заедно със съюзниците на сем. Дория, успяват да превземат Алгеро и обсаждат град Сасари. Кралят на Сардиния Педро IV Арагонски реагира, като изпраща военна експедиция. При достигането на острова обаче опитът да бъдат спрени арборейците се проваля. На 11 юли 1355 г. е подписан Мирът от Санлури, който е доста изгоден за Мариан IV, въпреки че предвижда връщането на Алгеро. След десетилетие на мир Мариан IV, с разрешение за инвазия, дадено му от папа Урбан V, като крал на Арагон не плаща на Църквата сумата, договорена по време на коронацията му, което води до подновяване на войната на 18 октомври 1365 г. Педро IV организира нова военна експедиция. Водени от Педро Мартинес де Луна, арагонците дебаркират на острова, но претърпяват тежък разгром в кървава битка близо при Ористано през юни 1368 г. Вече господар на Сардиния, Мариан IV изпълнява обединителния си план; войната продължава и той обсажда град Сасари, като този път го завладява. За Кралство Сардиния и Корсика остават само градовете Каляри и Алгеро, които все още устояват благодарение на доставките по море. Но той не успява да изпълни мечтата си: точно когато се готви да даде последния тласък, през лятото на 1376 г., на 57-годишна възраст, умира от чума. 
След смъртта на Мариан IV неговият син Уго III се възкачва на трона. Той има чисто военно образование и следва баща си в множество военни кампании срещу Арагонците. Следвайки политиката на баща си, той насочва усилията си към продължаване на военните действия. С войните на Мариан IV първо и с Уго III след това Арборейците вече са господари на острова. Правото на тираноубийство, ако суверенът не спази клетвата на bannus-consensus, кара хората да го осъдят на смърт заради неговата свирепост. След смъртта на Уго III и законния наследник започва трудна фаза на наследяване и Корона де Логу призовава към управлението Фридрих Дория-Бас, най-големият син на Елеонора Арборейска и Бранкалеоне Дория. Въпреки това, бидейки на 6 години, майка му Елеонора управлява от негово име, която също е регентка на другия си син Мариан V, който става съдия, когато брат му умира на 10-годишна възраст. Нейният съпруг Бранкалеоне е този, който води войната срещу Кралство Сардиния, продължавайки обединителната мечта на Мариан IV. На 1 април 1391 г. той отказва мира от 1388 г. и начело на армията си окупира Сасари. Заедно със сина си Мариан той нахлува в арагонските територии на североизточното крайбрежие, завладявайки замъците Фава (близо до град Позада), Галтели, Педрезо и Бонвени (или Сан Микеле) близо до Каляри. Скоро завладява цяла Северна Сардиния и само Алгеро и Санта Тереза Галура остават в арагонски ръце. През септември той се насочва на юг и на 3 октомври с армията си навлиза в Иглесиас и окупира целия му район: за по-малко от шест месеца Кралство Сардиния и Корсика отново се свежда до градовете Алгеро и Каляри.

### Битка при Санлури
Към края на 14 и началото на 15 век Сардиния страда от опустошителните последици от чумата, която вече е посяла смърт в цяла Европа. Епидемията се разпространява из целия остров, унищожавайки градове и села, вече сериозно изпитани от изтощителните войни. Навсякъде царуват смърт и отчаяние и в този апокалиптичен сценарий дори военните действия са спрени. Елеонора умира, синът ѝ Мариан V също умира, без да остави наследници. Корона де Логу трябва само да повери кралството на наследниците на Беатрис Арборейска, сестра на Уго III и Елеонора, както и съпруга на Америго VI, виконт на Нарбон; неговият племенник Вилхелм II Нарбонски след това е назначен за съдия като Вилхелм III Арборейски. Междувременно, възползвайки се от проблемите с наследяването на арборейския трон, на 6 октомври 1408 г. мощна армия, следвайки Педро Торелес, генерал на Мартин I Млади, крал на Сицилия и наследник на Арагонската корона, акостира в Каляри. На 8 декември и Вилхелм II Нарбонски пристига на острова и на 13 януари 1409 г. е коронясан за крал на Арбореа в Ористано. След няколко опита за постигане на споразумение по дипломатически път, без да се намери компромис, войната е неизбежна.
Първите сблъсъци се състоят по море, когато на 1 юни 1409 г. в залива на Азинара каталоно-арагонският флот унищожава 6 генуезки галери, изпратени да помогнат на арборейците. На 30 юни провинцията Санлури е арена на решителната битка между Кралство Сардиния и Корсика и Арборейското кралство. Армията на Вилхелм II Нарбонски се състои от 17 хил. души арборейска пехота, 2000 френски рицари и 1000 генуезки арбалетчици. Армията на Кралство Сардиния и Корсика се състои от 8000 пехотинци и 3000 сицилиански, арагонски, валенсиянски и балеарски рицари. По-добре въоръжени и организирани, те пробиват централната част на арборейската армия, разделяйки я на две. Битката е много тежка и води до истински разгром на сардинците от юдикатите. Двадесет и пет дни след битката Мартин I  Млади внезапно умира от малария и на негово място Педро Торелес, вече негов наместник, продължава войната. На 17 август 1409 г. близо до Санта Джуста се състои втора битка и този път каталоно-арагонците претърпяват много сериозни загуби с повече от 6500 жертви. Но необяснимо защо Пиетро Кубело, командир на арборейците на мястото на Вилхелм II Нарбонски, който отива във Франция да търси подкрепления, не използва напълно придобитото военно предимство и се оттегля в Ористано. Междувременно пристигат огромни подкрепления от Испания и скоро, реорганизирани, иберийците завладяват Боза и обсаждат Ористано. В този момент от войната, по неизвестни причини, Пиетро Кубело  се предава без битка на 29 март 1410 г. Много историци мислят за тайно споразумение с врага, също и защото малко след това той получава като феод от краля на Сардиния Маркграфство Ористано.

### Арборейска и генуезка съпротива
Арборейското кралство обаче, въпреки че е загубило своята столица и исторически територии, все още е живо и контролира цяла Североизточна Сардиния. Столицата е преместена в Сасари и Вилхелм II Нарбонски, завръщайки се на острова, поддържа конфликта жив, подпомаган от генуезците и от Николо Дория, син на Бранкалеоне Дория. Вилхелм II нахлува в замъка на Лонгосардо и след това директно заплашва Ористано. На 6 май 1412 г. се опитва да превземе Алгеро под командването на армия, съставена от французи и жители на Сасари, но каталонците ги отблъскват. С течение на времето обаче кралството върви към неумолим упадък. Недолюбван от сардинците от Юдикатите и обезсърчен, на 25 май 1414 г. Вилхелм II търси споразумение с краля на Сардиния Фернандо I Арагонски. Предлагат му се 100 хил. златни флорина, но Фернандо I умира внезапно, преди да се стигне до решение. На негово място на трона се възкачва синът му Алфонсо V Арагонски. С него на власт короната достига максималното си териториално разширение и приема сериозно идеята за окончателно обединяване на всички територии на Кралство Сардиния и Корсика. Известно време в Испания се подготвя мощна флота за нахлуване в Корсика. Без забавяне Алфонсо V едностранно нарушава мира с Генуа и различните подписани договори. Все пак той първо желае да завърши преговорите, вече започнати от баща му, за закупуване на правата върху Арборейската корона. На 17 август 1420 г. в Алгеро, след повече от пет века, Арборейското кралство изчезва завинаги за 100 хил. златни флорина. Междувременно малко след това  експедицията срещу Корсика претърпява пълен провал.
Град Кастелсардо, наричан тогава Кастел Дория или Кастелдженовезе (тъй като е под управлението на сем. Дория), се съпротивлява на каталонско-арагонското завоевание още по-дълго; окупиран е едва през 1448 г., когато е номиниран за кралски град. По този начин само островите от архипелага Ла Мадалена остават изключени от Кралство Сардиния; те са анексирани едва през савойския период от Виктор-Амадей III през 1767 - 1769 г., като в този случай той отнема контрола над тях от генуезците.

### Въстание на Леонардо Алагон и битка при Макомер
След смъртта на Леонардо I Кубело, маркиз на Ористано и граф на Гочеано, и на неговия син Салваторе (1470 г.), към маркграфството претенции предявява Леонардо Алагон,  потомък по майчина линия на сем. Кубело. Той обаче среща съпротивата на вицекраля Никола Карос, потомък по майчина линия на Уго II Арборейски. Поради този конфликт между противоположни фракции в Ористано избухва бунт, начело с Леонардо Алагон. На 14 април 1470 г. армията на вицекраля, която се готви да окупира града и да потуши размириците, е победена от бунтовниците в битката при Урас. Николо Карос казва на краля на Сардиния за опасността, която представлява „Принцът на Сардиния“, страхувайки се, че той може да отприщи обща революция на целия остров. Всъщност недоволството на Арборейците от Арагонците нараства, понеже Арборейците никога не са изоставили мечтата си за изцяло местен остров. Тогава Хуан II, след като предоставя на Леонардо инвеститурата на маркиз, разтревожен, осъжда на смърт цялото семейство Алагонa и конфискува всичките им предоставени активи. В този момент през 1475 г. бунтът се разпространява още повече и Леонардо Алагон, присъединявайки се отново към героичните дела на съдиите от Арбореа, които се борят срещу Кралство Сардиния в защита на независимостта на своето кралство, събира всичките нетърпящи чуждото господство на острова народи. Изпратени са подкрепления от Испания и другите държави на Арагонската корона, докато жестоката епидемия от бубонна чума опустошава селата и градовете на острова. Решителната битка е предшествана от кръвопролитни сблъсъци в Морес и Ардара. На 19 май 1478 г. армията на вицекраля изненадва въстаналите сардинци близо до Макомер в кръвопролитна битка. Леонардо Алагон е победен от арагонските сили, съставени от контингенти сперардеро и въоръжени с мощна артилерия, дошла от Сицилия. Артале, синът на Леонардо, загива в битка. На полето загиват между 8000 и 10 000 мъже. Леонардо Алагон бяга в Боза, откъдето се качва на кораб, за да стигне до Генуа. В открито море обаче той е предаден, пленен и предаден на арагонския адмирал Джовани Виламари, който го отвежда във Валенсия. Осъден на смърт, присъдата впоследствие е превърната в доживотен затвор. Той е затворен в замъка Хатива, където умира на 3 ноември 1494 г.

## Арагонска корона
С повторното завладяване на Гранада на 2 януари 1492 г. християните напълно си възвръщат контрола над целия Пиренейски полуостров, тоест на древната римска Hispania. От този момент полуостровът е разделен на четири християнски територии: Кастилия (към което е включена все още неоткупената територия на Султанат Гранада), Арагон, Навара и Португалия. Фернандо II Арагонски и Исабела I Кастилска сключват брак във Валядолид на 17 октомври 1469 г., а със споразумението от 1475 г, известно също като Съгласието от Сеговия, двамата крале се заклеват да не сливат двете корони в една държава и всяка единица да запази своите институции и закони. Всъщност и двамата се наричат крале на Кастилия, Арагон, Леон, Сицилия, Сардиния, Кордоба, Мурсия, Хаен, Алгарви, Алхесирас, Гибралтар и Неапол, графове на Барселона, господари на Биская и на Молина, херцози на Атина и на Неопатрия, графове на Русийон и на Сердан, маркизи на Ористано и графове на Гочеано. Кастилия и Арагон стават Кралство Испания. Под могъщата корона на Испания остров Сардиния става по-испански свят. След поражението, претърпяно от Леонардо Алагон през 1478 г., новодошлите възприемат политическа посока, насочена към постигане на пълен контрол върху територията, както чрез феодалите в провинцията, така и чрез кралските офицери в градовете, които не са феодално владение. На 19 януари 1479 г., от Върховния съвет на Арагон, двата острова на Тиренско море са разделени в техните кралски титли и с изключение на папството „Кралство Сардиния и Корсика" се нарича в цяла Европа само Кралство Сардиния.

### Феодализъм
Три месеца след антимюсюлманската реконквиста католическите крале дават началото на начинанието на Христофор Колумб. След 12 октомври 1492 г. започва внезапната загуба на търговска значимост на Средиземно море в полза на Атлантическия океан. Точно когато цяла Европа е разстроена от важни културни и икономически промени, а феодалната система вече е изчезнала в другите държави, в Сардинското кралство тя представлява един от най-характерните аспекти на испанската организация. Феодът е средството, чрез което Арагонската корона възнаграждава арагонските, каталонските и валенсианските благородници, които, както чрез дарения, така и лично, са допринесли за завладяването на кралството. Но също така, в рамките на конституционния и административен ред, той е ефективен орган на управление и териториален контрол. С феодалното владение всичките правомощия, принадлежащи на суверена, както върху земята, така и върху жителите, преминават към феодала, а изключение са няколкото права, запазени за Короната, като задължението за военна служба и задължението за годишно дарение пропорционално на броя на жителите на феода. 
Една от първите последици от тази (още тогава) остаряла система е изчезването на древните селски класи: едрите земевладелци изчезват, както и по-скромните класи, които обработват земята, с последвало изчезване на реколтата и общо обедняване на провинцията. Всъщност най-сериозните и неразрешени проблеми остават именно тези на земеделските райони. Въпреки че въпросите, свързани с тежкия живот, воден от селяните, са поставяни постоянно на вниманието на испанските представители, на практика нищо не е направено за подобряване на тяхното положение. Епидемиите от чума и холера се прибавят към многото трудности, които унищожават острова, вземайки многобройни жертви, в допълнение към жертвите, причинявани всяка година от малария и глад. В този период процесът на обезлюдяване на кралството завършва много бързо: след чумната епидемия от 1680 г., в годините от 1678 до 1688 г. населението се увеличава от 337 хил. на 253 хил. жители. След като е решено реорганизирането на Съда на Инквизицията в Испания, разпоредбата е разширена и за Кралство Сардиния и сред най-сензационните съдебни процеси, предприети от инквизиторите, е този срещу Сиджизмондо Аркер, обвинен в лутеранство и изпратен на кладата в Толедо през 1571 г. В края на 17 и началото на 18 век, когато короната на Кастилия оставя кралството на савойските суверени, икономическите и социални условия на острова са плачевни.

### Берберски набези
В съюз с французите и с тунизийските и алжирските берберски пирати, водени от Хайредин (наречен „Барбароса“), турците на Сюлейман Великолепни непрекъснато нападат крайбрежието на Испания, Италия и Сардиния. През 1509 г. те подлагат Кабрас на меч и огън, през 1514 г. Синискола има същата съдба, а на следващата година и Кабрас. През 1520 г. те опустошават Сант'Антиоко, Пула и Карбонара. През 1520 г. французите атакуват Кастеларагонезе (днешен Кастелсардо), Тералба и Урас.  Карл I, тогавашният суверен на Кралство Испания, се опитва да излекува бича на берберските пирати. След като събира голяма флота в Каляри, през юли 1535 г. той се насочва срещу основната им база в Тунис, без обаче да постигне забележими резултати, предвид факта, че набезите продължават. През 1538 г. мародери разграбват Порто Торес, а през 1540 г. е ред на Олмедо. В опит да се излекува тази чума, през 1541 г. е организирана друга експедиция с цел да атакува Алжир, но флотата е унищожена от ужасна буря преди да достигне брега на Магреб.

### Граница между ислям и християнство
След победоносната битка при Лепанто през 1571 г. срещу Мохамед Али паша, в която блестящо участва испанската военна част Терсио де Карденя, разположена в Сардиния под командването на брата на краля на Сардиния Дон Хуан Австрийски, и след временното превземане на Тунис през 1573 г., от 1577 г. важната берберска база е превзета от мюсюлманите и оттогава турският натиск в Средиземно море се увеличава още повече. Испанците губят най-източния африкански пост и са принудени да отстъпят отбранителната граница. Кралство Сардиния, което дотогава има второстепенна роля в средиземноморската отбранителна шахматна дъска, става аванпост срещу османската експанзия: невидимата граница, която формира границата между християнските и мюсюлманските държави. Тогава спешно възниква проблемът за укрепване на бреговата защита и на трите най-важни морски крепости: столицата на кралството Каляри, град Алгеро и крепостта на района на Кастелсардо, които представляват невралгичният гръбнак на отбранителната система.
Междувременно берберските набези стават още по-непрестанни. За да защити населението, както и в другите кралски държави, Кралство Сардиния също се снабдява с крайбрежна отбранителна мрежа. Започвайки от 1572 г., под ръководството на Марко Антонио Камос започва изграждането на наблюдателни кули, разположени една срещу друга, за да предупреждават населението. В края на 16 век построените на морето кули са 82. Големи тигани от ковано желязо, поставени на върха на кулите, служат за съдове за изгаряне на мокър пирен и на битум: така се образува плътен и тъмен дим, ясно видим отдалеч. Но въпреки положените усилия за укрепване на сигурността на острова, отбраната продължава да бъде доста несигурна и защото кулите имат задачата да сигнализират за непосредствената опасност и да вдигат тревога, но повечето от тях нямат подходящи гарнизони и тежко въоръжение. Сто от тези кули все още могат да се видят по крайбрежието на Сардиния: в северната част от Стинтино чак до Санта Тереза ди Галура, от Позада до Виласимиус по протежение на източната част, както и от остров Сан Пиетро до Алгеро на западния бряг. Те остават активни до 1815 г., когато след Виенския конгрес е сложен край на търговията с роби на варварските държави. Те са демилитаризирани през 1867 г. от зараждащото се Кралство Италия.

### Опит за френско нашествие от 1637 г.
Започнала в Бохемия през 1618 г. между католици и протестанти, Тридесетгодишната война е трансформирана от кардинал Ришельо в политическа борба срещу Хабсбургската династия на Испания и Австрия. По време на този конфликт флот от 47 кораба под командването на Анри Лотарингски, граф на Аркор, акостира близо до Ористано на 21 февруари 1637 г. и разграбва града за около седмица. Нежелаейки да се изправят срещу милициите на Кралството, които идват на помощ на нападнатия град, французите се оттеглят набързо, изоставяйки и знамената, които днес се съхраняват в катедралата на Ористано. След този опит за нахлуване става необходимо и спешно да се снабди кралството с военноморски отбранителен флот, но галерите, пуснати на вода през следващите години, са едва три.

## Война за испанското наследство и Война на Четворния съюз
В началото на 18 век почти всички управляващи домове в Европа са свързани с роднински връзки. Когато един суверен умре, без да остави наследници, избухват тежки борби за наследяването на трона, които често водят до истински войни: една от тях е Войната за испанското наследство, която кара Испания и Франция да се изправят срещу Хабсбургската монархия, Кралство Прусия, Кралство Великобритания, Кралство Португалия, Републиката на седемте провинции и Савойското херцогство. Войната избухва през 1700 г., когато на 39 години Карлос II Испански умира бездетен. Преди да умре, в завещанието си той посочва за наследник херцога на Анжу, негов племенник. Това предизвиква опасенията на другите европейски сили, които се страхуват от обединението на короните на Испания и Франция и предлагат за наследник ерцхерцога на Австрия Карл VI Хабсбургски. Конфликтът засяга и Кралство Сардиния и през 1708 г. англо-нидерландска флота, съставена от 40 кораба, пристига в залива на Каляри. Столицата на кралството, след яростна морска бомбардировка, се предава на 13 август, отваряйки вратите за завладяването на острова. Съюзниците, след поредица от първоначални неуспехи, печелят решителни битки в Германия и в Италия. През 1706 г. Торино (за защитата на който Пиетро Мика губи живота си в героичен жест) е спасен от френската обсада от принц Евгений Савойски. Англия доминира надлъж и нашир Средиземно море, окупирайки Гибралтар и успявайки да акостира в Барселона. След териториалните корекции след Утрехтския мирен договор от 1713 г. Кралство Сардиния преминава към Австрийските Хабсбурги, докато Савойският херцог Виктор Амадей II получава Кралство Сицилия и свързаната с него кралска титла. 
Впоследствие Испания подновява военните действия в опит да си върне владението на Сицилия и Сардиния. Командван от адмирал Стефано Мари, флот от 110 кораба обстрелва Каляри, докато 8000 войници акостират на плажа Поето. На 29 август 1717 г. градът се предава. Година по-късно испанците успяват да превземат и Сицилия, но войната завършва катастрофално и те са победени от Алианса, съставен от Англия, Савойското херцогство, Австрийската империя и Нидерландия.

### Кралство Сардиния на Савоя
Следва нов мирен договор (Лондонски договор от 1718 г.), в който е договорено, между другото, че крал Виктор Амадей II отстъпва Сицилия на Австрия в замяна на Сардиния. В съответствие с Лондонския договор на 8 август 1720 г. в Хага е подписано споразумението, с което се постановява преминаването на Кралство Сардиния у Савойската династия. За нея кралската титла е осъществяването на стара цел, преследвана с постоянство и упоритост през вековете. Отсега нататък всички държави, принадлежащи към Савойския дом, ще формират „Кралство Сардиния“ или „Сардинско кралство“: държавната администрация ще използва прилагателното „сардински“, където е необходимо за всички актове на кралството, а поданиците ще да бъдат наричани „сардински поданици“.

## Териториално развитие на Кралство Сардиния от 1324 до 1720 г.
- Кралство Сардиния (в оранжево) от 1324 до 1368 г.
- Кралство Сардиния от 1368 до 1388 и от 1392 до 1409 г.
- Кралство Сардиния от 1410 до 1420 г.
- Кралство Сардиния от 1448 до 1720 г., с изключение на архипелаг „Ла Мадалена“

## Основни исторически събития
- 20 юни 1295: Договор от Анани: в тайна клауза папа Бонифаций VIII предоставя Корсика и Сардиния на Хайме II Арагонски.
- 4 април 1297: папа Бонифаций VIII създава Кралство Сардиния и Корсика в полза на Хайме II Арагонски, за да успокои конфликтите с Капетинговия дом на Сицилианските Анжуйци.
- 31 август 1302: Мир от Калтабелота между Арагонската корона и Капетинговия дом на Сицилианските Анжуйци.
- 1323 – 1326: Арагонско завладяване на Сардиния срещу градовете-държави Пиза и Генуа.
- 29 февруари 1324: Битката при Лукочистерна: победа на Арагонската корона, която отнема Сардиния от Република Пиза.
- 29 март 1410: Арагонската корона кара да капитулира Юдикат Арбореа, последната независима сардинска държава.
- 17 август 1420: Съдията на Арбореа Вилхелм II Нарбонски продава своя юдикат на Алфонсо V Арагонски за 100 000 златни флорина.
- 14 април 1470: Битка при Урас: победа на въстанието в Сардиния, водено от маркиз Леонардо Алагон.
- 19 май 1478: Битка при Макомер: провал на въстанието в Сардиния.
- 4 септември 1479: Раждане на испанската католическа монархия чрез лична уния между Фернандо II Арагонски и Изабела I Кастилска.
- 1492: Откриване на Америка: началото на упадъка на средиземноморската търговия.
- 16 век: Берберски, османски и френски нашествия.
- 1562: Основаване на Университета в Сасари
- 1607: Основаване на Университета в Каляри
- 1701 – 1714: Война за испанското наследство: провал на Испания, която отстъпва Сардиния на Хабсбургската монархия на Австрия
- 8 август 1720: при Карл VI Хабсбург Сардинското кралство преминава у  Савойската династия